# Nissa (músico)
Nicolás Gabriel Sanguinett Adamovicz (Morón, 5 de diciembre de 1996), conocido artísticamente como Nissa, es un rapero, cantante, compositor y  Streamer argentino de rap, trap, reguetón y pop rock.

## Carrera

### Inicios
Nissa nació en la ciudad de Morón, zona oeste de la Provincia de Buenos Aires, el 5 de diciembre de 1996. En medio de una infancia difícil, empezó a escribir letras de canciones en su habitación haciendo uso de un micrófono USB, mientras se dedicaba a las ventas ambulantes para apoyar económicamente a su familia. En mayo de 2018 publicó en la plataforma YouTube «Coscu Army», su primer sencillo, recomendado por el streamer Martín Pérez Di Salvo alias Coscu y el cantante de trap Neo Pistea.

### Reconocimiento
La canción tuvo repercusión en el portal y le permitió publicar dos nuevos sencillos: «Si Pudiera» —con más de cuatro millones de reproducciones— y «Me Amarás» —con más de tres millones de reproducciones—. Ambos sencillos se ubican dentro del Trap Sad, una variación del Trap que tiene a Lil Peep, Juice Wrld y XXXTentación como sus principales exponentes.
En agosto de 2018 registró una colaboración con el cantante Lautaro López en el sencillo «Te Perdí», el cual superó el millón de reproducciones en YouTube y formó parte del chart nacional de plataformas como Spotify. Este suceso llamó la atención de la productora FIM Records —por la que han pasado artistas como Paulo Londra, Big Soto y Lit Killah— y de la distribuidora digital ONErpm. En abril de 2019 estrenó la canción «Perdón», seguida de una colaboración con el rapero mallorquín Xavibo en «Como si Nada» y del sencillo producido por Phontana «Para Olvidarte» en junio. En septiembre del mismo año colaboró con el cantante Uve Sad en el remix de la canción «Mi Culpa», con la que alcanzó millonarias reproducciones en diferentes plataformas digitales. En noviembre publicó su primer EP, titulado Augurio, considerado por el propio músico como un tributo a Lil Peep.
En mayo de 2020 publicó los sencillos «Distantes» y «Lo Siento» y un mes después estrenó «Para Olvidarte II». Finalizando el año estrenó en la mencionada plataforma las canciones «Mutado», «27 CLUB» —una nueva colaboración con Lautaro López—, «Muerto» y «Si Te Fallé».

### Actualidad
En septiembre de 2021 se presentó junto con Valentín Reigada, Federico Iván y Lautaro López en el festival Neón en Buenos Aires, un evento organizado por la discográfica FIM Records.Al siguiente mes, en octubre, colaboró junto a Tibau Mascheroni y Fran Picheto en la primera «Electronic Sessions», no sólo con música, sino también con una colección de criptoarte, usando la tecnología blockchain para ser los primeros artistas en su territorio en estrenar una canción en este formato. 
En febrero de 2022 formó parte de la canción «Por Eso QUIEROLATA», un reguetón impulsado por Ball Corporation que incentiva el uso de las latas de aluminio como un paso hacia un consumo más consciente y sustentable.En mayo participó como músico invitado en el sencillo «No Me Lo Pones Fácil» del freestyler Ciano, junto con Lautaro López.Para finalizar el año estrenó los sencillos «Impala» e «Insomnio» los cuales ingresaron al chart argentino de canciones más escuchadas.Además, colaboró como artista invitado en el álbum debut del cantante español Uve Sad, titulado Mis alas.
En diciembre de 2023 publicó su primer Mix Tape de ocho canciones titulado «De Morón Pal Mundo». 
En octubre de 2024 obtuvo una nominación a Mejor Video Hip Hop por el videoclip de su canción «Diamante» en los Premios BAMV Fest.A su vez, en diciembre de ese mismo año estrenó su segundo Mix Tape compuesto por once canciones y titulado «No Pain, No Prime».

## Discografía

### Álbumes y Extended Plays
| Año  | Título                        | Notas |
| ---- | ----------------------------- | ----- |
| 2019 | Augurio (EP)                  |       |
| 2023 | De Morón Pal Mundo (Mix Tape) |       |
| 2024 | No Pain, No Prime (Mix Tape)  |       |

### Sencillos
| Año  | Título                                                  | Notas                                             |
| ---- | ------------------------------------------------------- | ------------------------------------------------- |
| 2018 | «Coscu Army»                                            |                                                   |
| 2018 | «Si Pudiera»                                            |                                                   |
| 2018 | «Me Amarás»                                             |                                                   |
| 2018 | «Te Perdí»                                              | Con Lautaro López                                 |
| 2018 | «Sin vos»                                               |                                                   |
| 2018 | «Dime Quién»                                            |                                                   |
| 2018 | «Final»                                                 |                                                   |
| 2018 | «Sentimiento no correspondido»                          |                                                   |
| 2018 | «Prométeme»                                             |                                                   |
| 2018 | «Infinito»                                              |                                                   |
| 2018 | «Lento»                                                 |                                                   |
| 2018 | «Quisiera»                                              | Con Lautaro López                                 |
| 2019 | «Perdón»                                                |                                                   |
| 2019 | «Como si nada»                                          | Con Xavibo                                        |
| 2019 | «Para olvidarte»                                        | Con Phontana                                      |
| 2019 | «Mi culpa (Remix)»                                      | Con Uve Sad                                       |
| 2019 | «Recuerdos»                                             |                                                   |
| 2019 | «La noche en que morí»                                  |                                                   |
| 2019 | «¿Qué nos pasó?»                                        |                                                   |
| 2019 | «Ya No»                                                 | Con Lautaro López                                 |
| 2019 | «Quisiera» (Remix)                                      | Con Lautaro López, Uve Sad y Ale Zurita           |
| 2019 | «Extrañándote»                                          | Con Phontana                                      |
| 2019 | «Cómo quisiera»                                         |                                                   |
| 2019 | «Si Pudiera (Remix)»                                    | Con El Melly y RAM                                |
| 2019 | «Para olvidarte»                                        |                                                   |
| 2019 | «Mírame»                                                | Con Lautaro López y Valentín Reigada              |
| 2019 | «Rolling»                                               | Con Faqund                                        |
| 2019 | «Flor de loto»                                          | Con Dante Pagez                                   |
| 2019 | «No pidas perdón»                                       |                                                   |
| 2019 | «Ahogado»                                               | Con Faqund                                        |
| 2019 | «Cabrón»                                                | Con Federico Iván                                 |
| 2019 | «Diablo»                                                | Con Federico Iván y FIM Records                   |
| 2019 | «180»                                                   | Con FIM Records                                   |
| 2019 | «Ando triste»                                           |                                                   |
| 2019 | «Te Perdí (Remix)»                                      | Con Lautaro López y RENZO                         |
| 2019 | «Toda La Noche»                                         | Con Franco Saulle y Federico Iván                 |
| 2019 | «Huyendo»                                               | Con Lautaro López, Wuk, Lickdmk                   |
| 2020 | «Distantes»                                             | Con Phontana                                      |
| 2020 | «Lo siento»                                             |                                                   |
| 2020 | «Para olvidarte II»                                     | Con Phontana                                      |
| 2020 | «27 CLUB»                                               | Con Lautaro López                                 |
| 2020 | «Mutado»                                                | Con Phontana                                      |
| 2020 | «Muerto»                                                |                                                   |
| 2020 | «Si te fallé»                                           | Con FIM Records                                   |
| 2020 | «Meme» (remix)                                          |                                                   |
| 2020 | «Pasado»                                                | Con Valentín Reigada                              |
| 2020 | «Hace tiempo»                                           | Con Lautaro López y Valentín Reigada              |
| 2020 | «Demonios»                                              | Con Lautaro López                                 |
| 2020 | «Tú»                                                    | Con Lautaro López                                 |
| 2020 | «Desconocidos»                                          | Con Phontana                                      |
| 2020 | «Miligramos»                                            | Con Duairy                                        |
| 2020 | «Dando vueltas»                                         |                                                   |
| 2020 | «Te quise tanto»                                        |                                                   |
| 2020 | «Mala»                                                  | Con Valentín Reigada y Phontana                   |
| 2020 | «Secreto»                                               | Con Emy Smith y FIM Records                       |
| 2020 | «Ando Triste»                                           |                                                   |
| 2020 | «Tu y Yo»                                               | Con Faqund                                        |
| 2020 | «Pal Que Sepa Quién Soy (Remix)»                        | Rid3r, Elekipo, Lautaro López, Cyclo y Ruiper 047 |
| 2020 | «San Francisco (Remix)»                                 | Con Wuk                                           |
| 2020 | «Te Busco»                                              | Con Federico Iván y Dante Pagez                   |
| 2021 | «Casi a Centímetros»                                    | Con Federico Iván y FIM Records                   |
| 2021 | «Actitud»                                               | Con Phontana                                      |
| 2021 | «TIBAU MASCHERONI Electronic Sessions #1»               | Con Tibau Mascheroni                              |
| 2021 | «TIBAU MASCHERONI Electronic Sessions #1 \| #SerraMode» | Con Tibau Mascheroni                              |
| 2021 | «Subo»                                                  | Con Federico Iván y FIM Records                   |
| 2021 | «Cargado De Dolor»                                      | Con Phontana                                      |
| 2021 | «Chico Triste»                                          | Con Phontana                                      |
| 2021 | «El Amor Que Yo Le Di (Acústico)»                       | Con Phontana y Federico Iván                      |
| 2021 | «Misisipi»                                              | Con Zalo y Lautaro López                          |
| 2021 | «Escapando»                                             | Con Joaqo y Federico Iván                         |
| 2021 | «Prendido»                                              | Con FIM Records y Federico Iván                   |
| 2021 | «Golpes de La Vida»                                     | Con FIM Records y Federico Iván                   |
| 2022 | «Por Eso Quierolata»                                    | Con Masquemusica, Kaese y QUIEROLATA              |
| 2022 | «Me Amarás (Remix)»                                     | Con Lautaro López, Phontana y Federico Iván       |
| 2022 | «Tan Extraño (Lado A)»                                  | Con FIM Records y Federico Iván                   |
| 2022 | «Nada Más (Lado B)»                                     | Con FIM Records y Federico Iván                   |
| 2022 | «No Me Lo Pones Fácil»                                  | Con Ciano y Lautaro López                         |
| 2022 | «La Vida»                                               |                                                   |
| 2022 | «No Sé Por Qué»                                         | Con Barbi Franch                                  |
| 2022 | «XL»                                                    | Con Arse, 44 Kid y Lautaro López                  |
| 2022 | «Angustia»                                              |                                                   |
| 2022 | «No Queda Más Nada»                                     | Con Barbi Franch                                  |
| 2022 | «Impala»                                                | Con Tadu Vázquez                                  |
| 2022 | «Insomnio»                                              | Con Tadu Vázquez                                  |
| 2023 | «Dejé De Sentir»                                        |                                                   |
| 2023 | «Hice Lo Que Quise»                                     | Con Tadu Vázquez y Phontana                       |
| 2023 | «Paradise»                                              | Con Phontana y Federico Iván                      |
| 2023 | «Alto Voltaje»                                          | Con Phontana                                      |
| 2024 | «Factos»                                                | Con Enez 4R                                       |
| 2024 | «Diamante»                                              | Con Federico Iván y QuixSmell                     |
| 2024 | «Prime»                                                 | Con Federico Iván, QuixSmell y Phontana           |
| 2024 | «Lo Que Traje»                                          | Con Hache y Federico Iván                         |
| 2025 | «Si Quieren Más de Mí»                                  | Con Federico Iván y QuixSmell                     |

## Premios y reconocimientos
| Año  | Evento            | Categoría           | Resultado | Ref.   |
| ---- | ----------------- | ------------------- | --------- | ------ |
| 2024 | Premios BAMV Fest | Mejor Video Hip Hop | Nominado  | [ 31 ] |